# 斑點紋唇魚
斑點紋唇魚（学名：Osteochilus spilurus）是輻鰭魚綱鯉形目鯉科的其中一個種，分布於亞洲印尼蘇門答臘島、爪哇島及婆羅洲，體長可達7.5公分，棲息在丘陵溪流。